# Itamar Franco
Itamar Augusto Cautiero Franco, GCC • GCMM; (Salvador , 28 de junho de 1929 – São Paulo, 2 de julho de 2011) foi um engenheiro, militar, diplomata e político brasileiro. Foi o 21.º Vice-presidente do Brasil durante o governo de Fernando Collor e, após o titular ter sido afastado da presidência por um processo de impeachment, assumiu como o 33.º Presidente do Brasil, tendo governado entre 1992 e 1995. Foi também Senador por Minas Gerais por dois mandatos, Governador do Estado de Minas Gerais e Prefeito do Município de Juiz de Fora.
Bacharelou-se em engenharia na Escola de Engenharia de Juiz de Fora em 1954. Ingressou na carreira política em 1958 quando, filiado ao Partido Trabalhista Brasileiro (PTB), foi candidato a vereador de Juiz de Fora e, posteriormente, em 1962, a vice-prefeito, mas não obteve êxito em ambas as tentativas. Com o início da ditadura militar brasileira, filiou-se ao Movimento Democrático Brasileiro (MDB), sendo prefeito de Juiz de Fora de 1967 a 1971 e reeleito em 1972, quando dois anos depois, renunciou ao cargo para candidatar-se, com sucesso, ao Senado Federal por Minas Gerais, em 1975. Ganhou influência no MDB, assim sendo eleito vice-líder do partido em 1976 e 1977. No início da década de 1980, com o pluripartidarismo restabelecido no país, filiou-se ao Partido do Movimento Democrático Brasileiro (PMDB), o sucessor do MDB. Em 1982, foi eleito senador novamente, defendendo as campanhas das Diretas já, e votando no candidato oposicionista Tancredo Neves para presidente na eleição presidencial brasileira de 1985. Migrou para o Partido Liberal (PL) em 1986, ano em que concorreu ao governo de Minas Gerais, mas foi derrotado, voltando ao Senado.
Em 1988, uniu-se ao governador de Alagoas Fernando Collor de Mello para lançar uma candidatura à Presidência e Vice-presidência do Brasil, pelo Partido da Reconstrução Nacional (PRN). Itamar, como Vice-presidente, divergia em diversos aspectos da política econômico-financeira adotada por Collor, vindo a retirar-se do PRN no início de 1992. Seguindo o impeachment do presidente, assumiu interinamente o papel de chefe de Estado e chefe de governo em 2 de outubro de 1992 e o papel de Presidente da República em 29 de dezembro daquele ano. Durante seu governo realizou‐se um plebiscito sobre a forma e o sistema de governo do Brasil; o resultado foi a permanência da República presidencialista no Brasil. Durante seu mandato, foi implantado o Plano Real.
Opondo-se fortemente a seu sucessor, Fernando Henrique Cardoso, Itamar filiou-se ao PMDB em 26 de setembro de 1997, cogitando candidatar-se a Presidente em 1998, mas não prosseguiu com a ideia e elegeu-se facilmente Governador de Minas Gerais em 1998. No ano seguinte, deixou mais uma vez o PMDB, para o qual retornaria em 2001. Em 2002, novamente desfiliou-se do PMDB e apoiou a candidatura de Aécio Neves ao governo de Minas, opondo-se à candidatura de Newton Cardoso. Não tentou reeleição no estado de Minas Gerais. Em 2003, saiu novamente do PMDB para voltar em 2006, ano em que se lançou pré-candidato à presidência pelo partido, mas perdeu para Anthony Garotinho, tentando então para o Senado, perdendo a candidatura para Newton Cardoso. Em maio de 2009, filiou-se ao Partido Popular Socialista (PPS) e em 2010 elegeu-se novamente para o Senado. Itamar Franco faleceu aos 82 anos de idade, em 2011.
Em 2012, Itamar ficou na nonagésima quinta colocação na pesquisa do programa O maior brasileiro de todos os tempos, uma parceria entre o SBT e a BBC para eleger o maior brasileiro de todos os tempos.

## Origem e formação
Itamar Franco nasceu no mar territorial brasileiro a bordo de um navio de cabotagem que fazia a rota Salvador–Rio de Janeiro, porém as coordenadas exatas do nascimento são desconhecidas. Foi registrado em Salvador em 28 de junho de 1930.
Oriundo de uma tradicional família de Minas Gerais, Itamar Franco foi o filho caçula de Augusto César Stiebler Franco (1898–1929), falecido pouco antes de seu nascimento, e Italia Cautiero (1901–1992). Seus avós paternos eram Arquimedes Pedreira Franco (bacharel em direito) e Mathilde Stiebler; seus avós maternos eram Pasquale Cautiero e Raffaella De Luca, ambos imigrantes italianos.
Criado na cidade de Juiz de Fora, em 1948 concluiu o curso científico, atual ensino médio, no Instituto Granbery e no ano seguinte tornou-se aspirante a oficial da reserva do Exército, na 4.ª Região Militar, então com sede em Juiz de Fora. Graduou-se em engenharia em 1954, na Escola de Engenharia de Juiz de Fora e no ano seguinte ingressou na carreira política, quando filiou-se ao Partido Trabalhista Brasileiro (PTB). Em 1958, candidatou-se a vereador de Juiz de Fora, mas não conseguiu se eleger.

### Vida pessoal
Itamar se casou com a jornalista Anna Elisa Surerus em 4 de junho de 1968, época em que exercia o primeiro mandato como prefeito de Juiz de Fora. Desse casamento vieram duas filhas: Georgiana, nascida em 24 de novembro de 1969; e Luciana, nascida em 24 de outubro de 1971. A união durou dez anos, chegando ao fim em 22 de agosto de 1978.

## Vida pública

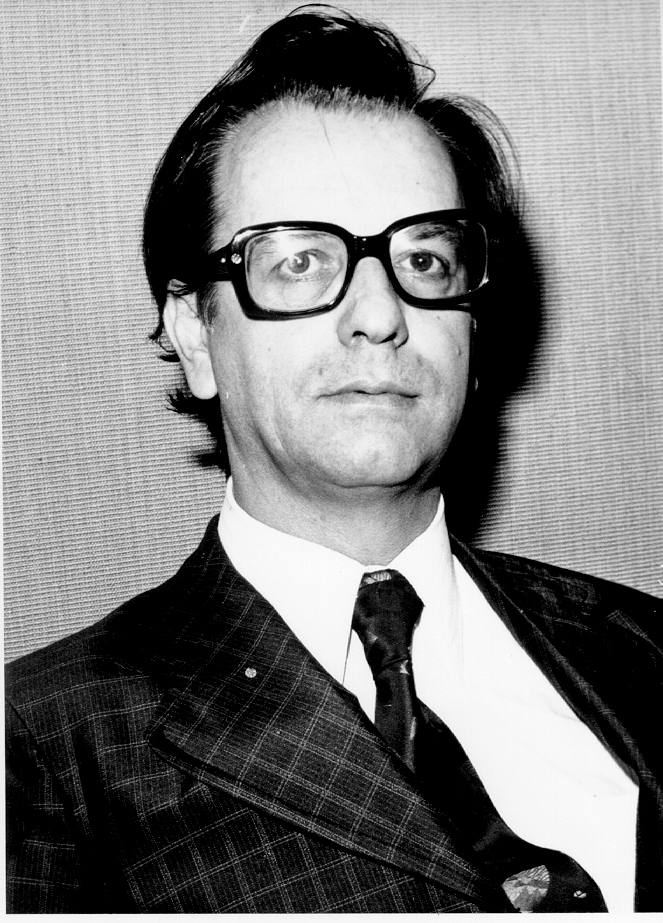
Itamar Franco na década de 1970

Itamar entrou na política em meados dos anos 1950 nas fileiras do PTB. Foi candidato a vereador de Juiz de Fora em 1958 e a vice-prefeito dessa cidade em 1962, não obtendo sucesso em ambas as ocasiões.
Com o advento do regime ditatorial no país em 1964, e a subsequente instalação no país do bipartidarismo, Itamar se filia ao MDB, e se candidatando a prefeitura de sua cidade nas eleições seguintes, obtendo sucesso. Foi prefeito de Juiz de Fora de 1967 a 1971. Em novembro de 1972, Itamar é eleito prefeito de Juiz de Fora pela segunda vez. Em 1974, ele renunciou ao cargo de prefeito para concorrer, com sucesso, ao Senado Federal como representante de Minas Gerais.
Eleito senador, rapidamente, ele ganhou influência no MDB, o partido de oposição ao regime militar que governou o Brasil de 1964 a 1985, sendo eleito vice-líder do MDB e, portanto, da oposição, por duas vezes, em 1976 e em 1977.
No início da década de 1980, o pluripartidarismo é restabelecido no país, e Itamar se filia então ao PMDB (sucessor do MDB). Em 1982 Itamar é reeleito senador na chapa de Tancredo Neves, eleito governador de Minas Gerais.
Durante seu mandato, Itamar foi um ativo defensor da campanha das Diretas Já. Com a rejeição da Emenda Dante de Oliveira pela Câmara dos Deputados, uma eleição presidencial indireta teve que ser feita. No Colégio eleitoral reunido para a eleição presidencial, Itamar votou no candidato oposicionista Tancredo Neves.
Querendo ser candidato ao governo do estado de Minas Gerais, e encontrando resistências ao seu nome dentro do PMDB, Itamar deixa a legenda e filia-se ao PL sendo então candidato, em 1986, ao governo estadual mineiro por essa legenda, porém não obtém sucesso e é derrotado justamente pelo candidato do PMDB, Newton Cardoso por uma diferença de 1% dos votos. Com a derrota, Itamar volta ao Senado para terminar o seu mandato que iria até 1990.

### Atuação na Assembleia Constituinte

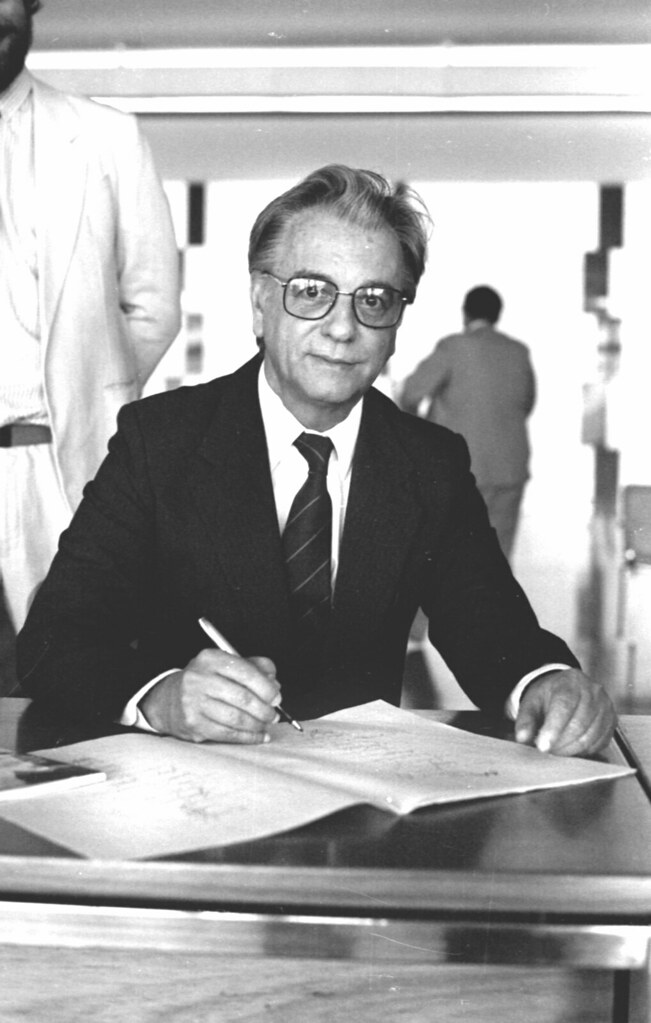
Itamar como Senador, assina a constituição federal.

Voltando à atividade parlamentar, Itamar participou dos trabalhos da Assembleia Nacional Constituinte, iniciados em 1 de fevereiro de 1987.
Líder do PL no Senado, nas principais votações da Constituinte, foi a favor: do rompimento das relações do Brasil com países que desenvolvessem uma política de discriminação racial; do estabelecimento do Mandado de Segurança Coletivo; da remuneração de 50% superior para o trabalho extra; da jornada semanal de 40 horas; do turno ininterrupto de seis horas; do aviso prévio proporcional ao tempo de serviço; da unicidade sindical; da soberania popular; da nacionalização do subsolo; da estatização do sistema financeiro; de uma limitação do pagamento dos encargos da dívida externa; e da criação de um fundo de apoio à reforma agrária.
Foi contra: a pena de morte; o presidencialismo; e a prorrogação do mandato do presidente José Sarney.

### Eleições presidenciais de 1989

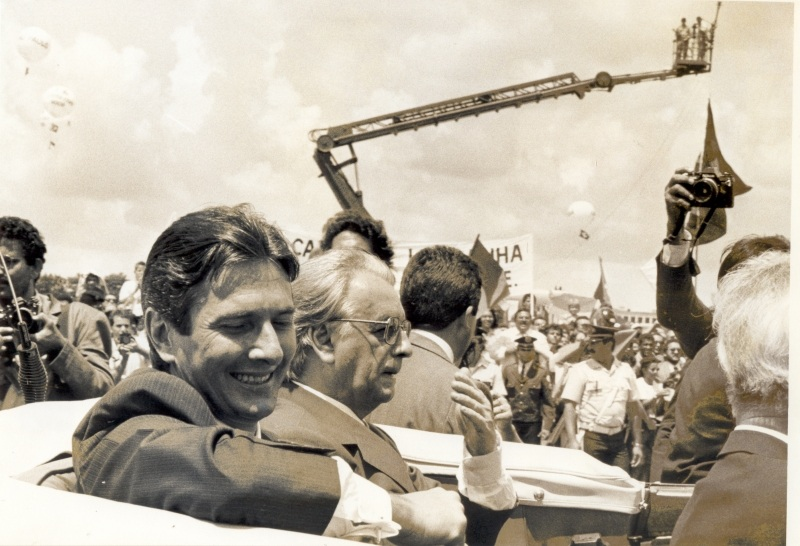
O presidente Fernando Collor e seu vice Itamar Franco, chegando ao Palácio do Planalto

Em 1989, o então governador de Alagoas, Fernando Collor resolve se candidatar a Presidência da República, nas primeiras eleições diretas para esse cargo no país desde 1960 e querendo compor uma chapa com um político do Sudeste, convida Itamar para ser vice. Aceitando o convite, Itamar deixa o PL, trocando-o pelo pequeno Partido da Reconstrução Nacional (PRN), para ser então candidato a vice-presidente na chapa de Fernando Collor à presidência da república.
Apresentando-se como opositor radical ao presidente José Sarney e defendendo um programa econômico modernizador e liberal, Collor é eleito Presidente e Itamar Franco Vice-Presidente da República, tomando posse em 15 de março de 1990.

## Na Vice-presidência da República

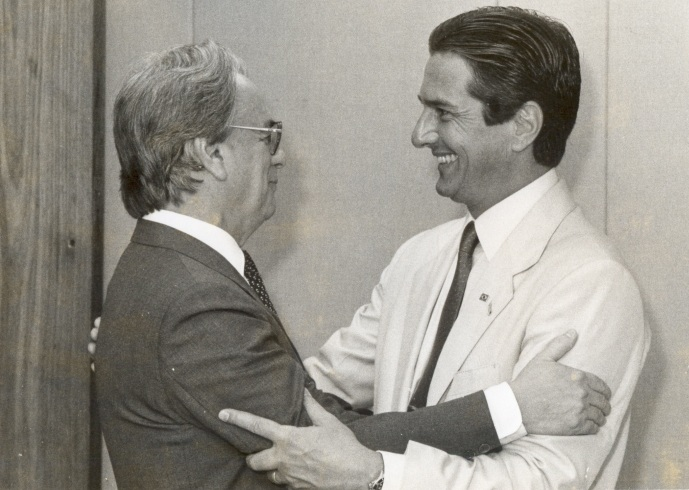
Presidente Fernando Collor recebe seu vice Itamar Franco

Empossado o novo governo e na qualidade de vice-presidente, Itamar foi condecorado por Collor em agosto de 1990 com o último grau da Ordem do Mérito Militar, a Grã-Cruz especial. Entretanto, Itamar logo foi se afastando de Collor, divergindo de importantes aspectos da política econômico-financeira adotada pelo novo governo. Criticou publicamente o processo de privatizações e a aplicação dos fundos resultantes da venda das companhias estatais, que para ele, deveriam ser usados na área social.
Após a reforma ministerial de abril de 1992 em que ex-colaboradores do regime militar, Célio Borja, Pratini de Moraes e Ângelo Calmon de Sá entraram no governo, Itamar desligou-se do PRN em 5 de maio de 1992.
O desencadeamento de uma sucessão de denúncias de corrupção contra o governo Collor e do início de uma campanha pelo seu impeachment, levou Itamar a acentuar publicamente suas diferenças em relação ao presidente.
Em 29 de setembro de 1992, a Câmara dos Deputados decidiu por ampla maioria autorizar a abertura de um processo de impeachment do presidente. Neste mesmo dia, Itamar assume interinamente a presidência até que o titular fosse julgado pelo Senado Federal.
Não houve solenidade de posse, despojamento que foi bem recebido pela população. Ao assumir, propôs uma política de entendimento nacional.

## Presidente da República
Em 1992, Fernando Collor de Mello foi acusado de corrupção e sofreu um processo de impeachment pelo Congresso Nacional, se afastando do governo.
Itamar assumiu interinamente a presidência em 2 de outubro de 1992, sendo formalmente aclamado em 29 de dezembro de 1992, quando o presidente Collor renunciou ao cargo.
Sua equipe de governo era composta majoritariamente por mineiros, e, sendo ele também mineiro, seu governo ficou informalmente conhecido como República do Pão de Queijo.
O Brasil estava no meio de uma grave crise econômica, com uma inflação crescente, evoluindo de 472,70% em 1991 para 2 477,15% em 1993, a maior da história do Brasil. Itamar trocou de ministros da economia várias vezes, até que Fernando Henrique Cardoso assumisse o Ministério da Fazenda em 19 de maio de 1993. Em abril de 1994, Fernando Henrique Cardoso renunciou ao cargo de ministro para candidatar-se à presidência da República nas eleições presidenciais, tendo sido eleito já no primeiro turno. Itamar Franco exerceu o mandato até 1 de janeiro de 1995, quando passou o cargo para seu sucessor.

### Plebiscito de 1993
Em abril de 1993, cumprindo com o previsto na Constituição de 1988, o governo realiza um plebiscito para a escolha da forma e do sistema de governo no Brasil. Quase 30% dos votantes não compareceram ao plebiscito ou anularam o voto. Dos que comparecem às urnas, 66% votaram a favor da república, contra 10% favoráveis à monarquia. O presidencialismo recebeu 55% dos votos, ao passo que o parlamentarismo (o sistema da preferência de Itamar Franco) obteve 25% dos votos. Em função dos resultados, manteve-se o regime republicano e presidencialista. A tentativa de ressurreição da forma de governo monárquica veio do deputado federal Antônio Henrique Bittencourt da Cunha Bueno (do Partido Social Democrático de São Paulo), membro da Assembleia Constituinte que aprovou a Constituição.

### Plano Real
Em fevereiro de 1994, para conter a crise hiperinflacionária, o governo Itamar instituiu a Unidade real de valor (URV) com a Medida Provisória 434, dando início ao programa de estabilização econômica que ficou conhecido como Plano Real.

### Outras realizações

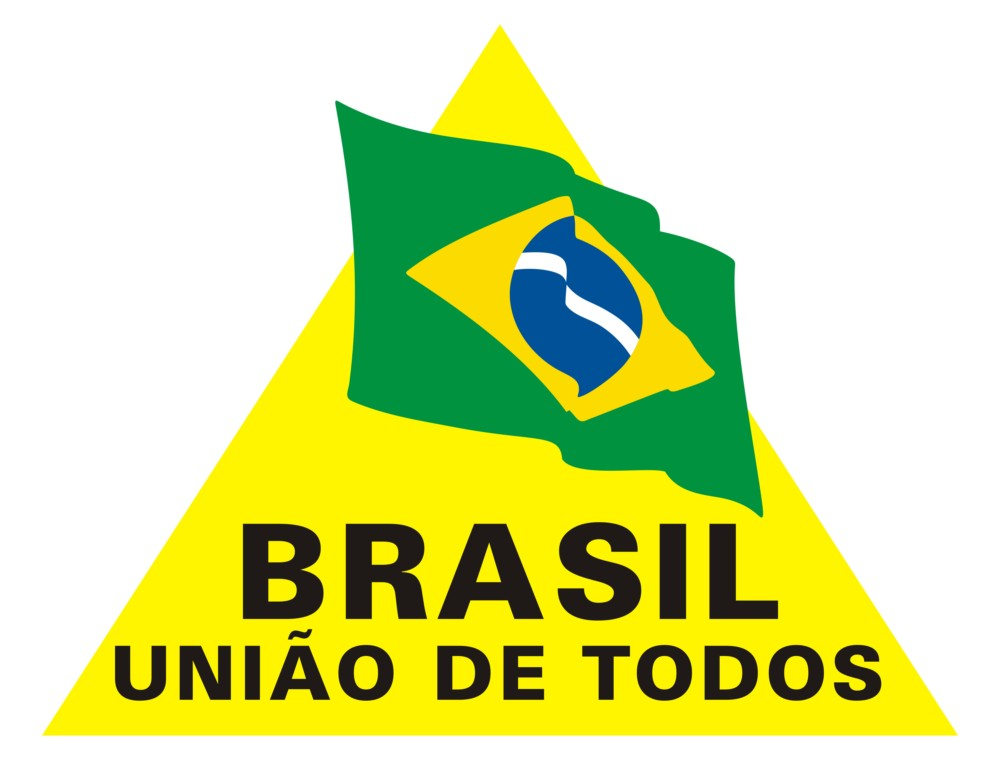
Logomarca do Governo Itamar Franco

O Presidente Itamar Franco empreendeu projetos de combate à miséria ao lado do sociólogo Betinho. Em 1994 apoiou o então candidato Fernando Henrique Cardoso, Partido da Social Democracia Brasileira (PSDB), que venceu nas urnas logo em 1°Turno.

## Depois da presidência
Itamar foi o primeiro presidente da República desde Artur Bernardes a eleger o seu sucessor. Com a vitória de seu candidato, Fernando Henrique, Itamar foi nomeado embaixador brasileiro em Portugal, e, posteriormente, na Organização dos Estados Americanos (OEA) em Washington, Estados Unidos. A 4 de outubro de 1995 foi agraciado com a Grã-Cruz da Ordem Militar de Cristo de Portugal.
No entanto, Itamar logo se tornou um crítico do governo Fernando Henrique por discordar de sua política econômica. Além disso, Itamar pretendia se candidatar à presidência novamente nas eleições de 1998, porém viu seus planos desfeitos quando, em 4 de junho de 1997, a redação do 5.º parágrafo do artigo 14 da Constituição Brasileira foi alterada, com a aprovação da Emenda Constitucional nº 16, permitindo a reeleição para um único período subsequente do então presidente Fernando Henrique. Mesmo com essa nova mudança nas normas eleitorais, Itamar tentou se candidatar à presidência, mas não conseguiu obter a indicação do PMDB em uma ação creditada à pressão exercida pelo então presidente que não gostaria de ter Itamar como adversário. Esse foi mais um dos motivos apontados para o rompimento de Itamar com Fernando Henrique Cardoso.
Sem a indicação para a presidência, Itamar se candidatou ao governo de Minas Gerais, disputando o pleito contra o então governador do Estado Eduardo Azeredo (PSDB), apoiado por Fernando Henrique. Nas apurações do 1º turno das eleições, Itamar despontou na liderança, obtendo 3 080 925 de votos, representando 44,29% dos votos válidos, contra 2 665 500 votos de Eduardo Azeredo, o equivalente à 38,32%. Indo a eleição para o segundo turno, Itamar elegeu-se com ampla votação, com 4 808 652 de votos, ou 57,62% dos votos válidos, contra 3 537 458 de votos ou 42,38% de Azeredo. Durante a campanha eleitoral Fernando Henrique Cardoso declarou inicialmente seu apoio a Itamar. Este último recusou o apoio, dizendo que podia "andar com as próprias pernas". Tendo vencido o pleito, assumiu o governo de Minas Gerais em 1 de janeiro de 1999.

### Governo de Minas Gerais

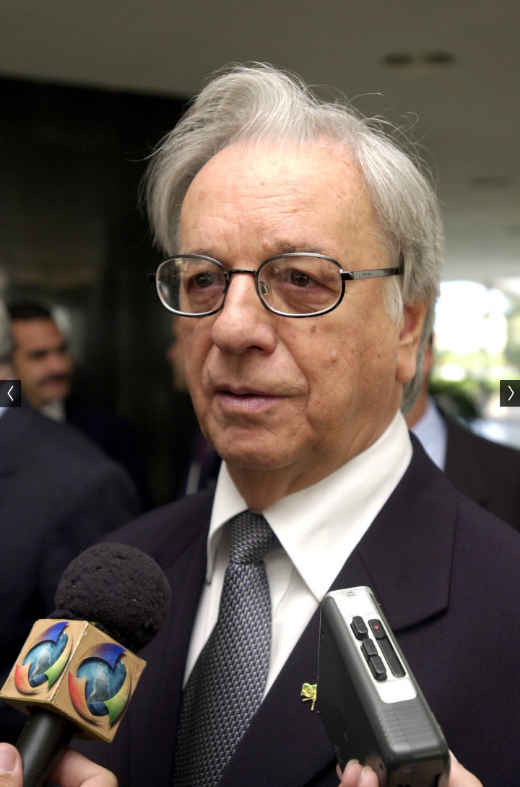
Itamar no Palácio do Planalto, em 2003

Itamar Franco foi eleito governador de Minas Gerais em 1998 pelo PMDB. Governou Minas Gerais de 1999 a 2003, e não conseguiu a indicação do PMDB para se candidatar à presidência da República em 2002. Naquela oportunidade a convenção nacional do PMDB optou por uma coligação com o PSDB, lançando a então deputada federal Rita Camata (Espírito Santo) a vice-presidente na chapa encabeçada por José Serra.
Assim que tomou posse em 1999, Itamar Franco decretou a moratória do estado de Minas Gerais. Entre outros aspectos, Itamar alegou a necessidade de se empreender uma auditoria na dívida estadual, e argumentou que a dívida mineira era atrelada a uma taxa de juros de 7,5% ao ano, enquanto estados como São Paulo negociaram suas dívidas a uma taxa de 6%. Itamar tentou, com um conjunto de ações na área financeira, reverter uma situação herdada do governo anterior, na qual "as despesas apresentavam crescimento mais acelerado que as receitas tributárias e encontravam-se concentradas em funções de baixa capacidade distributiva, comprometendo a promoção de um processo de desenvolvimento socialmente justo".
Esta atitude polêmica levou Itamar a ser acusado pelo Presidente do Banco Central Armínio Fraga de agir contra a estabilidade de regras necessária à atração de investimentos estrangeiros.
Em que pese essa ação inicial, foi em seu governo que a dívida mineira foi equacionada e começou a ser quitada, conforme esclarece o economista Fabrício Augusto de Oliveira.
Retomou judicialmente o controle acionário da estatal Companhia Energética de Minas Gerais CEMIG, parcialmente vendida pelo governador anterior Eduardo Azeredo, o qual conseguiu fechar as contas estaduais apenas em seus dois últimos anos de governo desfazendo-se de parte do patrimônio público mineiro, que foi privatizado em um processo de reorganização das estatais mineiras que estaria na gênese do chamado "esquema Marcos Valério", cuja "origem dos recursos" seria "as empresas públicas de Minas Gerais". No primeiro trimestre de 2017, a receita líquida da CEMIG foi de R$ 4,8 bilhões, uma alta de 8% sobre a receita líquida no primeiro trimestre de 2016.
Itamar também se insurgiu contra a privatização da empresa energética Furnas, para isso buscou o apoio não apenas de mineiros, mas também de outros brasileiros com interesse no assunto.

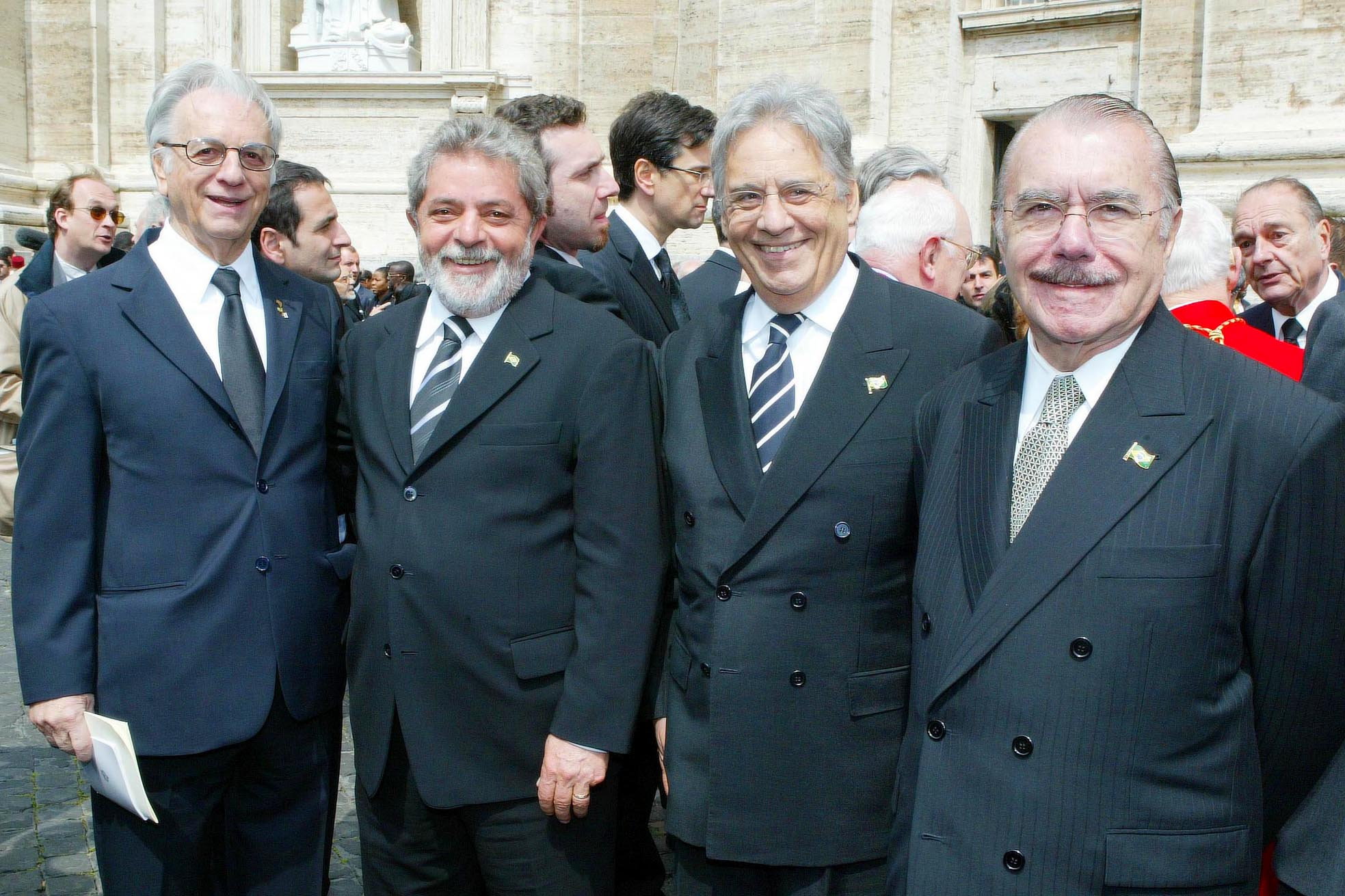
Presidentes do Brasil

Na ocasião, Itamar mobilizou a Polícia Militar de Minas Gerais em umas das principais usinas da empresa, a Usina Hidrelétrica de Furnas, em São José da Barra, MG, ameaçando fazer resistência armada caso Furnas fosse privatizada. Desta forma Itamar conseguiu que Furnas não fosse privatizada.
Com a incorporação das subsidiarias da Eletrobras, Furnas passou a se chamar Eletrobras Furnas, sendo hoje a estatal Eletrobras a maior empresa do Brasil de geração e transmissão de energia elétrica e uma das maiores do mundo.
A recomposição do setor público em bases burocráticas, passando essencialmente pela valorização do servidor público, pelo reaparelhamento das principais agências de ação estatal e pelo ajuste fiscal, marcou a gestão Itamar Franco, conforme analisam Wladimir Rodrigues Dias e Roberto Sorbilli Filho, segundo os quais não houve grandes inovações em seu governo, mas uma importante organização da administração pública, desmantelada por seu antecessor.
No âmbito político, Itamar Franco se destacou pela realização de uma política centrada nos grandes temas. A composição política de seu governo, de feição centro-esquerdista, chegou a ter participação de PMDB, PT, PDT, PSB, PCdoB, PTB, PPB e PL, dentre outros partidos.
Itamar se opôs a atividades típicas da política tradicional, como as vinculadas ao clientelismo político. Extinguiu as subvenções sociais distribuídas por deputados e não negociou emendas parlamentares, deixando de exercer a habitual dominação que o Executivo exerce sobre o Legislativo. Em décadas, foi o governador com o maior número de projetos rejeitados na ALMG, retaliado pelo rompimento com o pacto clientelista.
Terminando seu mandato no governo de Minas Gerais ao fim de 2002, Itamar resolve não se candidatar à reeleição e apoia as campanhas de Aécio Neves (PSDB) para o governo do Estado e de Luiz Inácio Lula da Silva (PT) para a presidência da República.
Itamar ajuda a eleger Aécio, e com a vitória de Lula no plano nacional é nomeado embaixador brasileiro na Itália até deixar voluntariamente o cargo em 2005.

## Últimos anos

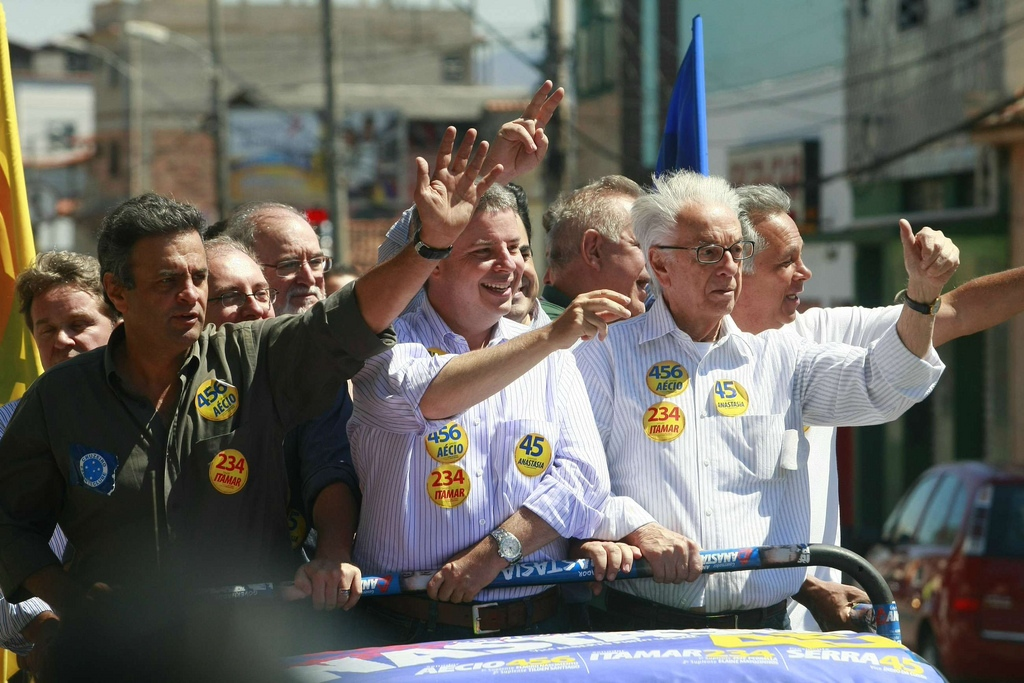
Aécio Neves, Antonio Anastasia e Itamar Franco participaram de carreata nas principais ruas de Governador Valadares, na região do Vale do Rio Doce, em Minas Gerais. Itamar candidato ao Senado, em 2010

Em 2006, tentou se candidatar a presidente da República pelo PMDB, competindo pela indicação do partido com Anthony Garotinho, o ex-governador do Rio de Janeiro. Porém, em 22 de maio anunciou a sua desistência e a sua intenção de disputar uma vaga no Senado Federal.
Acabou perdendo a indicação do PMDB de Minas Gerais para o Senado para Newton Cardoso (líder das pesquisas no início, mas que sofreu uma derrota às vésperas das eleições). Itamar anunciou, em 2006, o seu apoio à candidatura de Geraldo Alckmin à Presidência da República.
Aliado de Aécio Neves (PSDB) desde 2002, foi conselheiro do Banco de Desenvolvimento de Minas Gerais. Em maio de 2009, anunciou sua filiação ao Partido Popular Socialista (PPS), o que alimentou especulações sobre uma possível candidatura à Presidência da República ou ao Senado Federal. Em 27 de janeiro de 2010 anunciou sua pré-candidatura a senador, disputando uma das duas vagas nas eleições deste ano, apoiando Aécio como candidato à outra vaga do estado no Senado. O candidato a primeiro suplente de Itamar foi o presidente do Cruzeiro Zezé Perrella, do PDT; e a segunda suplente, Elaine Matozinhos, do PTB.
No dia 3 de outubro daquele ano, Itamar e Aécio foram eleitos senadores, derrotando o ex-prefeito de Belo Horizonte, Fernando Pimentel, do PT. Outra vitória da dupla, naquele ano, foi a reeleição do então governador, Antonio Anastasia, do PSDB.

## Morte
Em 21 de maio de 2011 foi diagnosticado com leucemia. Alguns dias depois, se licenciou do Senado a fim de tratar-se da doença no Hospital Albert Einstein. Em 27 de junho um boletim médico do hospital divulgou que sua situação teria se agravado em virtude de uma pneumonia que o levou à UTI. Itamar faleceu na manhã de 2 de julho de 2011. O corpo do ex-presidente foi cremado no Cemitério de Contagem, e as cinzas ficaram no jazigo da família no Cemitério Municipal de Juiz de Fora.

### Homenagens
Há uma proposta de alteração do nome da rodovia BR-267 de "Rodovia Vital Brasil" para "Rodovia Presidente Itamar Franco", em todo o trajeto dentro do estado de Minas Gerais. O projeto de lei 1.769/11, que pede esta alteração, foi aprovado em novembro de 2016 pela Comissão de Constituição e Justiça e de Cidadania (CCJ). Entretanto, para que a medida seja efetivada, o PL deve ser aprovado também pelo Senado Federal. O governador de Minas Gerais, Antônio Anastasia deu ao Aeroporto da Zona da Mata Mineira o nome de Presidente Itamar Franco. Em 2012, o Museu Histórico do Senado Federal passou a ser denominado de Museu Histórico Senador Itamar Franco. Também um viaduto na Via Expressa de Belo Horizonte foi batizado com seu nome. Em Juiz de Fora a antiga Avenida Independência, uma das principais da cidade, foi rebatizada com o nome do ex-presidente.

### Memorial da República Presidente Itamar Franco
A história do Memorial tem início em 2002, com a criação em Juiz de Fora, do Instituto Itamar Franco, com o propósito institucional regido pela Lei Brasileira dos Acervos Presidenciais, que dispõem sobre a guarda e utilidade pública de acervos privados de ex-presidentes. Em 7 de julho de 2014, o Conselho Superior da Universidade Federal de Juiz de Fora, sob a qual está a salvaguarda do acervo, ratifica, por unanimidade, a aprovação e criação do Memorial da República Presidente Itamar Franco e do seu regimento.